# Institut für Musiktherapie (Wien)

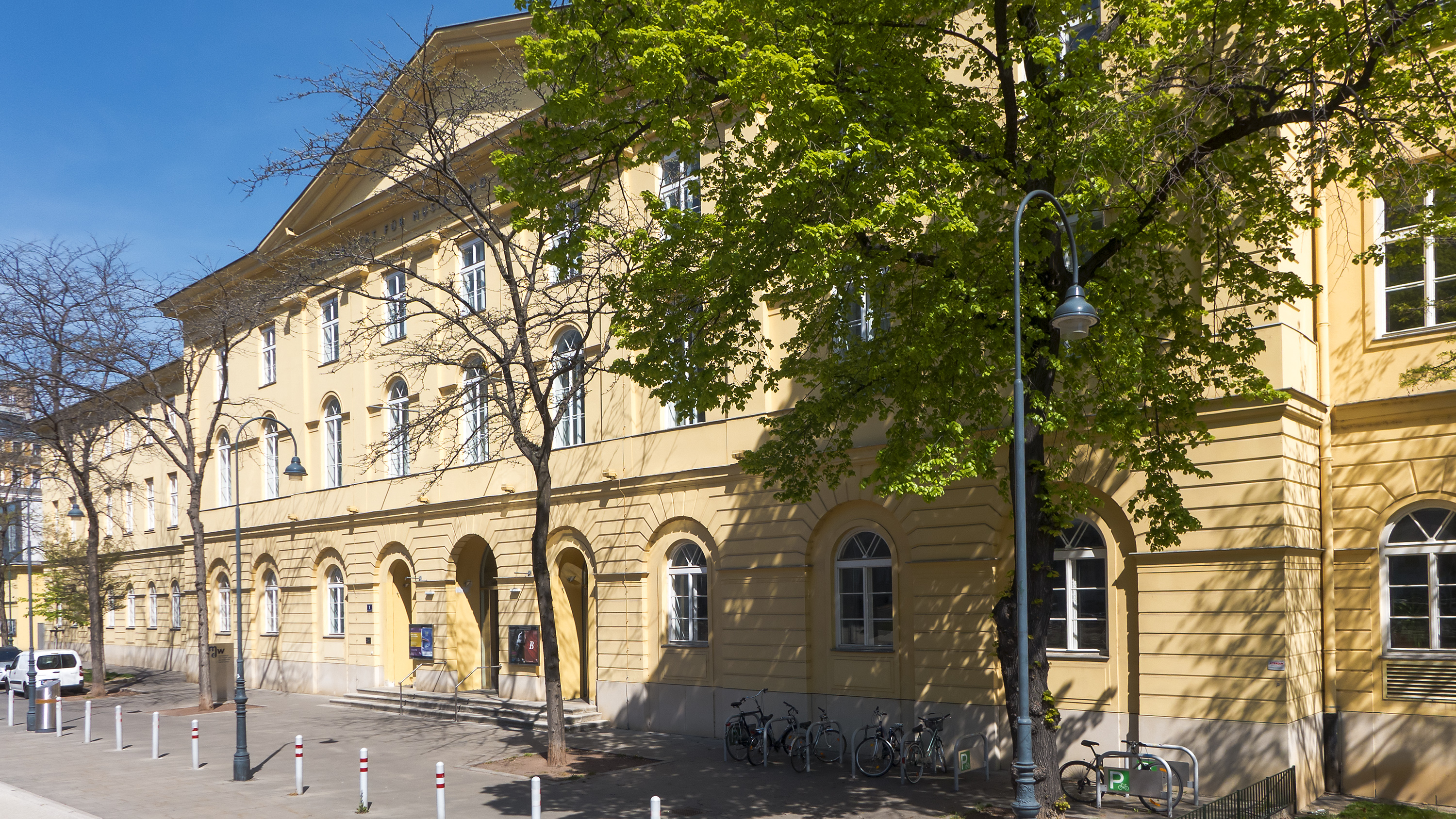
Universität für Musik und darstellende Kunst

Das Institut für Musiktherapie (IMT) ist eine universitäre Ausbildungsstätte und Teil der staatlichen Universität für Musik und darstellende Kunst Wien (mdw) in Österreich. Das Institut befindet sich in der Metternichgasse 12.

## Geschichte
Die Musiktherapie ist an der mdw seit 1959 etabliert. Gründerin war Editha Koffer-Ullrich, eine Violinistin, die 1958 die Österreichische Gesellschaft zur Förderung der Musikheilkunde ins Leben rief. Sie leitete den damaligen "Sonderlehrgang für Musiktherapie" von 1959 bis 1970. Ihr folgte Alfred Schmölz nach, der Klavierpädagoge und Musiktherapeut war, und bis 1992 die Ausbildung durch seine Persönlichkeit und seinen psychotherapeutischen Ansatz in der Musiktherapie, prägte. 2003 wurde die Musiktherapie-Ausbildung zu einer eigenständigen Abteilung am Institut für Musik- und Bewegungspädagogik/Rhythmik sowie Musikphysiologie und erhielt 2011 einen Lehrstuhl für Musiktherapie, den Thomas Stegemann seitdem innehat. Im Jahr 2016 schlussendlich erhielt die Musiktherapie ein eigenes Institut.
Wien gehört damit – zusammen mit London – zu den ältesten Musiktherapie-Ausbildungsstätten in Europa.

## Was ist Musiktherapie?
Es handelt sich bei der Musiktherapie um eine eigenständige, wissenschaftlich-künstlerisch-kreative und ausdrucksfördernde Therapieform, die in Österreich als eigenständiger Gesundheitsberuf durch das Musiktherapiegesetz (MuthG) geregelt ist. Sie umfasst die bewusste und geplante Behandlung von Menschen, insbesondere mit emotional, somatisch, intellektuell oder sozial bedingten Verhaltensstörungen und Leidenszuständen, durch den Einsatz musikalischer Mittel in einer therapeutischen Beziehung zwischen einem oder mehreren Behandelten und einem oder mehreren Behandelnden.

## Studium und Lehre
Die Studienrichtung Musiktherapie dient der künstlerisch-therapeutischen und wissenschaftlichen Berufsvorbildung für die musiktherapeutische Tätigkeit im klinischen Bereich, in der Rehabilitation, in der Geriatrie sowie der Heil- und Sonderpädagogik. Die Studien in Wien umfassen ein 7-semestriges Bachelorstudium, ein 4-semestriges Masterstudium (konsekutiv) sowie ein Doktoratsstudium.

## Forschung
Bereits Editha Koffer-Ullrich versuchte in den 60er Jahren ein eigenes Forschungszentrum für Musikheilkunde aufzubauen, was ihr damals jedoch nicht gelang. Als wissenschaftliche Einrichtung besteht seit 2017 das Wiener Zentrum für Musiktherapie-Forschung (WZMF) als eigene Forschungsstruktur. Es stehen die musikphysiologische und die neurobiologische Forschung im Fokus der Grundlagenforschung sowie auch der angewandten klinischen Forschung. Schwerpunkte bilden
- Musiktherapie bei Kindern und Jugendlichen (Praxisforschungsprojekte; Wirksamkeitsstudien musiktherapeutischer Interventionen in Prävention und Therapie, Familientherapeutische Ansätze),
- Musikwirkungsforschung mit neurowissenschaftlichen Methoden (Psychophysiologische Untersuchungen, strukturelle und funktionelle Bildgebung),
- Musiktherapie in der Neonatologie in der musiktherapeutischen Behandlung von Risikogruppen, wie Frühgeborene und Kinder suchtkranker Mütter.